# ゼネバス帝国
ゼネバス帝国（ゼネバスていこく）は、玩具シリーズ「ゾイド」に登場する惑星Ziにある架空国家。

## 作中の設定
ZAC1978年に起こったヘリック・ゼネバス兄弟間の衝突と共和国議会の陰謀に伴うゼネバス追放のあと、ゼネバスがその親衛隊を中心とする軍人と一部のガイロス家の人間を引き連れ、中央大陸西部に建国。国民は普段から戦闘服を着用し、国内の主要部族は地底族である。暗黒大陸を本拠地とするガイロス帝国と交流を持ち、ZAC1980年のレッドリバー戦線における激突から共和国と開戦した。
惑星Ziに漂着した地球人冒険商人ランドバリーの持つ高い科学力と技術力を手に入れゾイドの近代化に成功。しかし、その口車に乗せられ厳しい財政のなかからゾイドの製造開発費を湯水のように捻出し、ZAC2032年には国内でクーデターが発生している。戦争の長期化に伴い軍国主義・全体主義化は進行し、国民皆兵制も導入された。ゼネバス皇帝は増税も行い、その資金によってランドバリーから購入した軍事技術や兵器によってさらなる軍備増強を行った。ZAC2039年、首都が陥落、ゼネバス皇帝はバレシア基地に逃れ、さらに暗黒大陸のガイロス帝国へ亡命する。二年後、中央大陸に再上陸し失地回復。デスザウラーと特殊部隊スケルトンの活躍でZAC2044年、共和国首都を攻略し占領するが、それでも決定的な勝利を得ることになりえなかった。共和国軍は中央大陸各地で徹底抗戦の構えを崩さずにゲリラ戦を展開し、四年後のZAC2048年、共和国首都は共和国軍によって奪還されてしまう。
首都奪還の勢いに乗った共和国軍は帝国軍を撃破し、三年後のZAC2051年にはゼネバス帝国の首都をまたも攻略する。首都を陥落されてしまったゼネバス皇帝は残存兵力を率いて中央大陸北西、ウラニクス湾沖に浮かぶニカイドス島に立て篭もり、ガイロス帝国の救援を待った。しかし、ガイロス帝国はゼネバス皇帝を裏切り、ゼネバス皇帝を拘束した。皇帝およびその娘（エレナ姫）を暗黒大陸に連行されたことにより、ゼネバス帝国は滅亡した。
残存のゼネバス帝国軍はガイロス帝国軍（暗黒軍）に吸収されるが、有力な設備は没収され、二線級部隊として扱われた。
しかし、それからちょうど50年後のZAC2101年、ゼネバス皇帝の子孫にあたるヴォルフ・ムーロア率いる鉄竜騎兵団によって中央大陸は完全制圧され、このゼネバス帝国の名を受け継ぐ新国家ネオゼネバス帝国として復活を果たすこととなる。
国旗は真紅の地色で国章は黒い縁の赤いシールドに蛇とナイフをあしらった意匠である。なお、この国章はネオゼネバス帝国でも用いられた。

## 軍隊

### 概要
地球人伝来以前のZAC1978年～2028年には既にモルガ、ゲーターといったゾイドの存在が確認される。中央大陸戦争が勃発したZAC1980年には既にレッドホーンの運用も行われていたが、地球人の手によって改修措置がなされた。ZAC2029年の地球人到来後、ゼネバス帝国の軍隊はランドバリーによって整備され、指揮、統制、通信および情報処理を総括し高度な軍事行動を可能とするC4Iシステムの導入、ゾイドの持つ特性を活用した編成となっている。それはたとえ砲弾が炸裂しようとも周りの戦友が倒れようとも密集したフォーメーションを決して崩さず、決定した進路と進行速度は変更せず先鋒が被害を受けても立ち止まらずに味方の屍を乗り越えて敵を追撃し、指揮官の命令で散開、接近戦に移行するというものである。それはまさにファランクス陣形を彷彿させるような戦法であった。一方でゼネバス帝国は翼竜型や鳥獣型の生息域に恵まれず、航空戦力は脆弱だった。また、中央大陸戦争初期には装甲の頑丈さと機動性の兼ね合いから、小型ゾイドを多く配備していた。ゼネバス帝国の領土には地形の険しさゆえに、大型の野生ゾイドは少ないとされている。

### 編成
ZAC2030年から34年まで（中央大陸戦争中期）のゼネバス帝国軍の編成
ゼネバス帝国軍はゼネバス皇帝を最高司令官に最高司令本部を頂点とし、機動陸軍と航空師団が存在する。機動陸軍にはザットン、ゲルダー、マルダー、モルガ、レッドホーン、アイアンコングなど主力ゾイドが配備された機甲師団、高速小型ゾイドのマーダが配備された特殊工作師団、ゲーターが配備された電子探査師団と3つの師団が編成されており、航空師団はシンカーが配備されている。ZAC2036年にはサーベルタイガー（現セイバータイガー）、暗黒大陸の亡命中にホエールカイザー、ウオディック、ディメトロドン、シーパンツァーなど様々なゾイドを開発。
そしてZAC2044年には当時、最大かつ最強のゾイドであるデスザウラーのロールアウトに至った。なお、デスザウラーをサポートするために従来のゾイドと大きくコンセプトの異なる24ゾイドを開発し、特殊部隊スケルトンを編成。デスザウラーを含むスケルトン部隊の活躍により、共和国首都陥落という結果を出した。
その後も新型ゾイドを開発や既存ゾイドの強化（アイアンコングMk-IIやグレートサーベルなど）、改造ゾイド（デスドッグ、デスバードなど）を繰り出すが、ZAC2048年、共和国軍によって首都奪回された頃、戦局はゼネバス帝国に味方せず劣勢に陥っていた。

### 部隊名
ここでは主にゾイドバトルストーリーと関連する部隊名を解説する。
サーベルタイガー軍団
ゾイドバトルストーリー2巻に登場。ダニー・「タイガー」・ダンカン将軍率いるサーベルタイガーの軍団。帝国首都が共和国軍に包囲された際にもバレシア基地に駐留し続け動こうとしなかったが、これはゼネバス皇帝が暗黒大陸へ脱出するためにバレシア基地を守り続ける必要があったからである。残存勢力が集結しつつあるバレシア基地を共和国軍司令部はサラマンダー飛行隊に攻撃を命じたが、ダンカン将軍自ら陣頭指揮を執るサーベルタイガー軍団を率いて迎撃。低空を飛ぶサラマンダーを叩き落し返り討ちにする。この活躍からダンカン将軍は「空飛ぶ虎」とも呼ばれた。ゼネバス脱出の際、脱出に同行せず踏み止まり、ダンカン将軍以下、全滅する。
その後、共和国軍はバレシア基地で大量のサーベルタイガーを捕獲し、その優秀な性能に改めて驚きを声を上げると同時に対抗すべきゾイドを開発。そして誕生したのがシールドライガーである。
イグアン空挺部隊
ゾイドバトルストーリー2巻に登場。フロスト中佐率いるイグアンの空挺部隊。国境の橋争奪戦において国境周辺を流れるバーナム川に架かるアルメーヘン橋を空から奇襲。奇襲は成功し、本隊のコングMK-II部隊の到着まで橋を確保する予定であったが、共和国軍の猛反撃で援軍の到着前に全滅。だが、コングMK-II部隊が到着しアルメーヘン橋は帝国軍のものとなった。
コングMK-II部隊
ゾイドバトルストーリー2巻に登場。マークII限定型の部隊。国境の橋争奪戦の時、フロスト中佐率いるイグアン空挺部隊の増援として駆けつけたが、イグアン空挺部隊は既に全滅していた。だが、共和国軍のカノントータスの部隊を蹴散らしアルメーヘン橋は帝国軍のものとなった。その後、コングMK-II部隊を率いていたロバット中佐は、スケルトン部隊に編入された。
スケルトン
ゾイドバトルストーリー2巻に登場。帝国軍兵士なら誰でも知っている歴戦の軍人たちを集めた特殊部隊。隊長はトビー・ダンカン少尉。隊員には、国境の橋争奪戦でアイアンコング・マークII限定型部隊を率いて橋を奪取したロバット中佐（後に大佐となる）、帝国陸軍士官学校の教官で「手持ちミサイルのフランツ」の異名を持つフランツ・ハルトマン大尉が所属した。この部隊を編成した目的は、動きが遅く発見されやすい大型ゾイドの大部隊よりも、敵陣地の隙間を槍のようなスピードで突き進む強力なゾイド「デスザウラー」による単独攻撃にあった。そのため、小型かつ少人数で、デスザウラーの手足となって偵察、補給、連絡、護衛、支援の任務に当たる24ゾイドのような少数精鋭で編成された。その成果は、ゴジュラス基地の壊滅、さらにはエリクソン大佐操縦のウルトラザウルスの撃破と大きなもので、ついには共和国首都陥落という結果を出した。
タイプMK-II部隊
グレートサーベルの商品パッケージ参照。「MK-II」で「マークツー」と読む。アイアンコング・マークII量産型を指揮官機とし、デスザウラータイプMK-II、グレートサーベル、ブラキオスNEW、ブラックライモスNEWによって編成される。アイアンコング・マークII量産型以外は、黒、赤、銀で統一された機体色が特徴。
なお、ヘリック共和国軍もタイプMK-II部隊を編成している（ヘリック共和国#部隊名参照）。

## 主な所属人物
詳細はゾイドバトルストーリー#登場人物を参照。ここではバトルストーリー以外に登場した人物を記す。
ガンビーノ
『HISTORY OF ZOIDS』の登場人物。元々は地底族族長ガイロスの家臣。主君ガイロスの信任厚くいかなる敵にも決して背を見せない猛将と名高かった。部族間戦争終結後、ヘリックI世王の希望でゼネバスとその母を守る親衛隊長の任に就く。ゼネバスの追放にも同行したが、それはヘリック大統領に逆らうわけではなく地底族の人間は生涯を主君に捧げ仕えることを運命付けられていることに従っただけである。中央大陸戦争のきっかけとなったレッドリバーの戦いの際、特殊部隊を率い、かつての部下であったターナー中尉の守る砦を攻撃。陥落できなかったが、多数の損害を与えた。ZAC2032年、部下が引き起こした皇帝の館占拠のクーデター事件の時、ゼネバスから反乱の鎮圧を命じられたが、その際は犯人たちを館から逃がした後、共和国との和平とクーデター犯の助命を嘆願する遺言状を残して自害した。
乗機：レッドホーン
ガラモス
『HISTORY OF ZOIDS』の登場人物。ゼネバス帝国軍大尉。特殊工作隊の指揮官でどんな状況でも陽気に笑いを絶やさない男であると有名。火族出身で爆発物のプロフェッショナルとしてゲリラ戦で活躍したとされる。なお、彼こそモルガの制作発案者である。
メツラー
『HISTORY OF ZOIDS』の登場人物。ゼネバス帝国軍中佐。カミソリメツラーの異名をとる。ガンビーノ将軍率いる特殊部隊がレッドリバーの砦を攻撃中、分隊を指揮し敵首都を目指したが、共和国のグライドラーによって発見される。対空兵装を持たないメツラー分隊は反撃できず敗走しガンビーノの部隊と合流。この敗走は彼にとって屈辱的なことであった。
ランドバリー
『HISTORY OF ZOIDS』の登場人物。太陽系第三惑星（地球）の宇宙探索・開拓船であるグローバリーIII世号の乗員の一人で、宇宙開発で一攫千金を狙う冒険商人の中心人物。グローバリーIII世号が惑星Ziを発見した反乱を起こして不時着の一因を作り、ゼネバス帝国に捕らえられた後は皇帝に接近し、ゾイドの近代化や軍備の拡大を促した。『Zi HISTORY FILE』にも登場するが、こちらでは墜落寸前に脱出用シャトルを奪って脱出し一足早くゼネバス帝国領に着陸していた。その後、運良く人目に触れることなく帝国民間人になりすまして惑星Ziをつぶさに観察。好戦的なゼネバス皇帝の性格を見抜いて取り入り、莫大な資金の代わりに帝国軍の兵器を強化する契約を結んだ。それに伴って発言力を強め、帝国軍の軍事ドクトリンにも口を出すようになり戦乱を拡大した。
ローウェン・コーヴ
HMM版「EPZ-03 グレートサーベル」付属解説書「ヒストリーオブグレートサーベル」の登場人物。帝国軍遊撃部隊少佐。かつてはセイバータイガーを愛機とし、それにヘルキャット部隊を率いた高速ゾイド戦闘隊の隊長であったが、共和国軍の042特務部隊の攻撃を受けて隊は全滅、自身も片目と片足を失う重傷を負う。しかし、一ヶ月で軍に復帰し、グレートサーベル開発のアドバイザーに選ばれ、その完成祝賀会の際にゼネバス皇帝に前線復帰を直訴。それが認められると自らグレートサーベルに乗り、帝国軍補給線「ゼネバスロード」を攻撃していた共和国派の山岳民族リルベット族のベアファイター隊を単騎で全滅させ、そして、そこにやって来たかつて自分の部下を奪った042特務部隊を部下達の名前を叫びながら駆逐して行った。
乗機：グレートサーベル
ウォル・ガーレイ
HMM版「EHI-3 コマンドウルフLC　ゼネバス帝国仕様」付属解説書「ヒストリーオブ「コマンドウルフ」帝国軍仕様」の登場人物。本来はヘリック共和国の同盟国であったベルナ国軍の大尉であり、同盟国の中で初めてコマンドウルフを与えられた優秀なパイロットであった。しかしZAC2044年にベルナ国は戦争に巻き込まれて荒廃し、ゼネバス帝国への降伏を余儀なくされた。
このとき彼と部隊の同胞たちは上層部の命を反故にして故国へ急行したため、共和国軍からも裏切り者の烙印を押されてしまう。しかし当時のゼネバス軍の責任者であったディー・ローザット少将に実力を認められ、ベルナ国を降伏以前の状態にするという条件を受けてゼネバス軍に転属。愛機であったコマンドウルフもゼネバス伝統の赤に塗り替えて再配備された。その後、ベルナ戦時の上官であった共和国のロフ・モーバ中佐に襲撃を掛けて雪辱を果たしている。
マーガレット
漫画『ゾイドバトルコミック』に登場。帝国研究所司令の娘で、トビー・ダンカンのガールフレンドであったが、滞在していた研究所がZAC2043年のシールドライガー、コマンドウルフら高速部隊の襲撃を受けた際に自爆する。

## 地理

### 概要
中央大陸の西半分とニカイドス島を領土とし、東半分を支配するヘリック共和国とは中央山脈を隔てて国境とする。偏西風の影響で西側は四年に一度のサイクルで洪水、寒波、日照りなど寒暖の差が激しく自然災害に見舞われ、しばしば飢饉が発生した。北部は氷河地帯で北西部は乾燥地帯で砂漠があり、南西部は大湿原地帯になっている。
このように乏しい国土のため、人間が住みにくく土地の豊かな東側とは農作物の収穫や生活の安定という点で格差があり、このことが部族間戦争の原因となった。

### 都市
イリューション市
中央大陸南西部の大湿原地帯に位置する都市。共和国領のエツミ港とは中央山脈南部を横切る南部山岳道路で結ばれている。
ウラニスク市
中央大陸西部沿岸に面した都市。ゼネバス帝国の軍需産業を支えた工業都市。
ガニメデ市
ゼネバス帝国首都に一番近い都市。右側に湖（ガニメデ湖）がある。ギリシア神話のガニュメーデースが語源。
ゼネバス帝国首都
ゼネバス帝国の首都。中央大陸西部のゼネバス山地に位置する。大理石の建物が多く「白い町」とも呼ばれていた。ZAC2039年の帝国首都包囲作戦の際、共和国軍の何日にも渡る砲撃とサラマンダーの空爆で瓦礫の山となった。
ダリオス市
中央大陸中央部に位置する都市。ここから北へ100km離れた場所に帝国軍の研究所があり、デスザウラーの開発が行われていたが、エリクソン大佐率いるシールドライガー、コマンドウルフからなる高速機動戦隊に強襲され、機密保持のために爆破された。
トビチョフ市
中央大陸西部に位置する都市。共和国領のウィルソン市とは中央山脈北部を横切る北国街道と結ばれている。
バレシア市
中央大陸北西部沿岸の氷河地帯に位置する都市。ZAC2039年、首都を脱出したゼネバス皇帝はバレシア基地から暗黒大陸ニクスへ亡命した。
ミーバロス港
中央大陸南部沿岸に面した港湾都市。ZAC2038年、共和国軍はここから上陸し、敵首都を目指した。
ユビト港
中央大陸南西部沿岸に面した港湾都市。ZAC2100年の第二次大陸間戦争時、ヘリック共和国軍はここから西方大陸へ増援部隊を派遣した。

### 地域
ウラニスク湾
ウラニスク市に面した湾。北西にニカイドス島が浮かぶ。
オビト海峡
中央大陸本土と南西の小島との間にある海峡。
ガニメデ湖
ガニメデ市の隣にある湖。
ゼネバス山地
中央大陸南西にある山岳地帯。議会の陰謀で追放されたゼネバスはここに首都を築きゼネバス帝国を建国した。
タイガーゲージ
メトロゲージの南に位置する肉食獣ゾイド群生地。
ニカイドス島
ウラニスク湾沖に浮かぶ島。
バレシア湾
バレシア市に面した湾。ゼネバスが中央大陸亡命の時にも、そして再上陸した時にもここを通っている。
バロニア諸島
中央大陸北西ダラス海に散らばる島々。位置的には中央大陸の氷河地帯に近いが、火山活動が活発であるため、亜熱帯気候に近い環境。アイアンコング野生体の原産地でもある。
マンクス海峡
中央大陸本土とニカイドス島との間にある海峡。
メトロゲージ
中央大陸北部、ゼネバス帝国領土側の野生ゾイド群生地。
ミーバロス湾
ミーバロス港に面した湾。
ユビト湾
ユビト港に面した湾。
オベリア平原/砂漠地帯
ゼネバス山地から東に存在し、ツンドラ地帯とも隣接する広大な土地。ここを「HISTORY OF ZOIDS」時点ではオベリア平原、小学館「ゾイドバトルストーリー2」時点でツンドラ地帯の領域と一纏めに砂漠地帯とする二通りの記述が存在する。